# Fonds de recherche sur l'architecture arménienne
 (mars 2017).
Si vous disposez d'ouvrages ou d'articles de référence ou si vous connaissez des sites web de qualité traitant du thème abordé ici, merci de compléter l'article en donnant les références utiles à sa vérifiabilité et en les liant à la section « Notes et références ».
L’organisation de recherche sur l’architecture arménienne est un organisme non gouvernemental sans but lucratif.

## Historique
Il a été fondé en 1982 à Aix-la-Chapelle (Allemagne) par le docteur Armen Hakhnazarian.
La filiale des États-Unis a été fondée en Californie en 1996.
La filiale d’Arménie a été fondée en 1998 et enregistrée comme ONG (Fonds depuis 2010).

## Recherches
L’organisation de recherche sur l’architecture arménienne étudie et atteste les monuments arméniens de l’Arménie historique.
Ses archives comprennent plus de 650 000 images digitalisées, des microfilms, des plans et d’autres documents.
L’organisation restaure et conserve aussi le patrimoine culturel de l’Arménie et de l’Artsakh.
Grâce à son activité de recherches, la filiale d’Arménie, sous la direction de Samvel Karapetian, publie des livres, des brochures, la revue Vardzk, et réalise des films documentaires.